# Hannelore Weygand

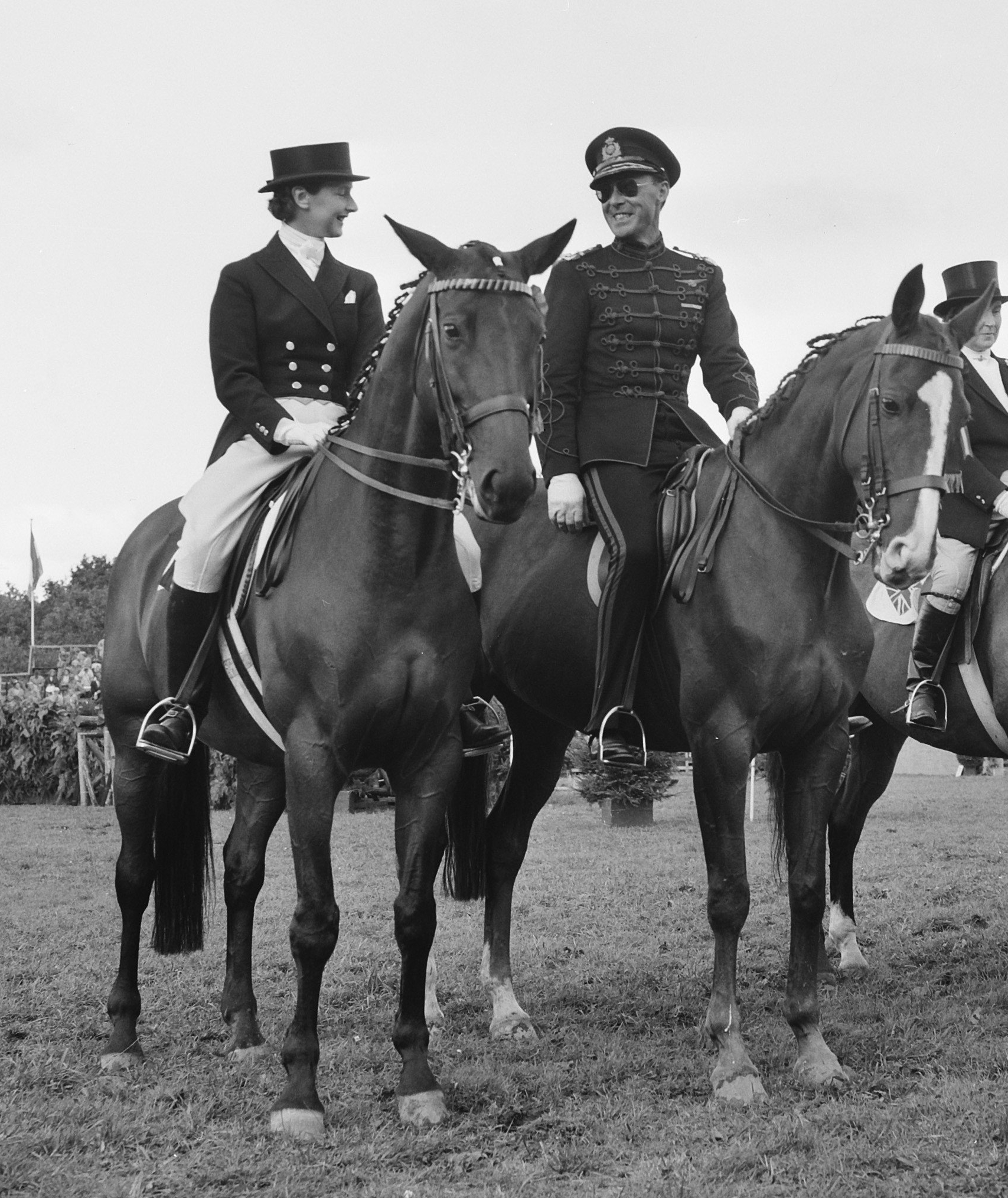
Hannelore Weygand beim CHIO Rotterdam 1956

Hannelore Weygand (* 30. Oktober 1924 in Düsseldorf; † 18. Dezember 2017 ebenda) war eine deutsche Dressurreiterin. 
Bei den Olympischen Spielen 1952 in Helsinki hatten erstmals Reiterinnen an Olympischen Spielen teilgenommen. Bei den Olympischen Spielen 1956 in Stockholm traten für die deutsche Mannschaft in der Dressur mit Liselott Linsenhoff, Hannelore Weygand und Anneliese Küppers drei Frauen an. Hannelore Weygand, die 1954 das Championat der Reiterinnen gewonnen hatte, qualifizierte sich mit dem Pferd Chronist. In Stockholm ritt sie aber den Trakehnerhengst Perkunos, da Chronist eine Vorhandverletzung aufwies. Sie belegte in der Einzelwertung den neunten Platz, die deutsche Mannschaft gewann hinter der schwedischen Equipe die Silbermedaille vor den punktgleichen Schweizern.
Dafür erhielt sie am 21. Januar 1957 das Silberne Lorbeerblatt.